# Tången, Södermanland
Tången är en sjö i Gnesta kommun i Södermanland och ingår i Trosaåns huvudavrinningsområde. Sjön har en area på 0,187 kvadratkilometer och ligger 47,4 meter över havet.

## Delavrinningsområde
Tången ingår i det delavrinningsområde (655785-156926) som SMHI kallar för Utloppet av Övre Gällringen. Medelhöjden är 40 meter över havet och ytan är 11,46 kvadratkilometer. Räknas de 15 avrinningsområdena uppströms in blir den ackumulerade arean 42,16 kvadratkilometer. Avrinningsområdets utflöde Trosaån (Sättraån) mynnar i havet. Avrinningsområdet består mestadels av skog (61 procent) och jordbruk (13 procent). Avrinningsområdet har 2,37 kvadratkilometer vattenytor vilket ger det en sjöprocent på 20,7 procent.